# Pierre Merlin (1533-1603)
Pour les articles homonymes, voir Merlin.
Pierre Merlin, né en Dauphiné vers 1533 et mort le 10 juillet 1603 à Saumur, est un ministre protestant français.

## Biographie
Fils de Jean Raymond Merlin, plus célèbre que lui, s'attacha après la mort de l'amiral de Coligny, à Paul de Coligny, Guy XIX de Laval et à Jeanne d'Alègre, sa femme.
Les deux éditions de ses Sermons sur le livre d'Esther, 1591, 1593 sont signées Pierre Merlin, ministre de la parole de Dieu en l'église de Laval. C'était d'ailleurs un titre sans objet.
Il mourut frappé d'apoplexie en descendant de chaire. Son fils publia deux de ses ouvrages après sa mort.

## Publications
- Iiob Petri Merlini commentariis illustratus, analitica methodo in gratiam studiosae juventutis conscriptus et nunc primum in lucem editus, [S. l.], apud haeredes E. Vignon, 1599. In-8°, pièces limin. et 373 ff. ;
- Discours théologique de la tranquillité et vray repos de l'âme faict, par défunct M. Pierre Merlin, vivant ministre du S. Évangile..., La Rochelle, J. Brenouzet, 1604. In-12, 108 p.